# La Llandriga
La Llandriga és un paratge del terme municipal de Monistrol de Calders, al Moianès.
Està situat a ponent del poble de Monistrol de Calders, a l'esquerra de la riera de Sant Joan i de la Golarda. Es tracta d'un territori bastant ample que inclou les terres de la desapareguda masia del Mas Llandric.